# Albus Perkamentus
Albus Parcival Wolfram Bertus Perkamentus (Engels: Albus Percival Wulfric Brian Dumbledore) is een personage uit de boekenreeks over Harry Potter van de Britse auteur J.K. Rowling. Hij leefde van juli/augustus 1881 tot juni 1997 en wordt gezien als een van de machtigste tovenaars uit de tovenaarsgeschiedenis. Hij was het schoolhoofd van Zweinstein waar hij Armando Wafelaar opvolgde. Daarvoor was hij leraar Gedaanteverwisselingen, minstens 50 jaar voor Harry op Zweinstein zat.
Perkamentus is vooral beroemd door het verslaan van de duistere magiër Grindelwald, door zijn ontdekking van de twaalf verschillende toepassingen van drakenbloed en door zijn onderzoek op het gebied van alchemie met zijn partner Nicolaas Flamel.
Zijn hobby's zijn bowlen, breipatronen en het luisteren naar kamermuziek. Perkamentus vindt zuurtjes erg lekker. Ook is hij fan van Zwerkbalteam Pullover United (Engels: Puddlemere United), waar onder anderen Olivier Plank gaat spelen in de reserveploeg nadat hij Zweinstein verlaat.

## Biografie

### Voor Zweinstein
Perkamentus is geboren in Stee-aan-de-Wee in juli of augustus in 1881. Toen Albus 10 jaar oud was werd zijn zusje Ariana aangevallen door drie Dreuzeljongens omdat die haar door een gat in de heg zagen toveren en van haar eisten dat ze hen nog meer trucjes zou laten zien. Ze weigerde dit, en de jongens vielen haar vervolgens aan. Vanaf dat moment weigerde ze ooit nog te toveren, maar het is voor een jonge heks of tovenaar haast niet mogelijk om toverkracht onder controle te houden en zo af en toe kwam het tot een uitbarsting. Om te voorkomen dat ze werd opgesloten in Sint Holisto's Hospitaal voor Magische Ziektes en Zwaktes, hielden haar ouders haar angstvallig binnen en dus ging ze ook niet naar school.
Vader Parcival nam wraak op de drie jongens en werd naar Azkaban gestuurd voor misdaden tegen Dreuzels. Omdat moeder Kendra het niet langer uithield in Stee-aan-de-Wee, waar het gezin woonde, verhuisde de familie naar Goderics Eind. Albus heeft een jongere broer, Desiderius. Ook had Perkamentus een tante, Honoraria. Het is niet bekend of die van vader of moeders zijde was.

#### Stamboom
|                   |                   |                   |                   | Parcival Perkamentus | Parcival Perkamentus | Parcival Perkamentus | Parcival Perkamentus | Parcival Perkamentus   | Parcival Perkamentus   |                        |                        | Kendra Perkamentus     | Kendra Perkamentus     | Kendra Perkamentus | Kendra Perkamentus | Kendra Perkamentus | Kendra Perkamentus |                    |                    |                    |                    |
|                   |                   |                   |                   | Parcival Perkamentus | Parcival Perkamentus | Parcival Perkamentus | Parcival Perkamentus | Parcival Perkamentus   | Parcival Perkamentus   |                        |                        | Kendra Perkamentus     | Kendra Perkamentus     | Kendra Perkamentus | Kendra Perkamentus | Kendra Perkamentus | Kendra Perkamentus |                    |                    |                    |                    |
|                   |                   |                   |                   |                      |                      |                      |                      |                        |                        |                        |                        |                        |                        |                    |                    |                    |                    |                    |                    |                    |                    |
|                   |                   |                   |                   |                      |                      |                      |                      |                        |                        |                        |                        |                        |                        |                    |                    |                    |                    |                    |                    |                    |                    |
| Albus Perkamentus | Albus Perkamentus | Albus Perkamentus | Albus Perkamentus | Albus Perkamentus    | Albus Perkamentus    |                      |                      | Desiderius Perkamentus | Desiderius Perkamentus | Desiderius Perkamentus | Desiderius Perkamentus | Desiderius Perkamentus | Desiderius Perkamentus |                    |                    | Ariana Perkamentus | Ariana Perkamentus | Ariana Perkamentus | Ariana Perkamentus | Ariana Perkamentus | Ariana Perkamentus |

Later blijkt hij nog een neefje te hebben, Aurelius. Hij is de zoon van zijn broer Desiderius. Die komt voor in de film Fantastic Beasts and Where to Find Them en Fantastic Beasts: The Crimes of Grindelwald als Koenraad Barbot.

### Op Zweinstein
Op 1 september 1892 gaat Albus voor het eerst naar Zweinstein. Hij wordt ingedeeld bij Griffoendor en behaalt vele prijzen. Het is niet bekend of hij ook Zwerkbal heeft gespeeld voor zijn afdeling. Hij raakt bevriend met Engelbert Dop. Griselda Koudstaal, een van de examinatoren bij de S.L.IJ.M.B.A.L.len en P.U.I.S.T.en (de Zweinstein-examens), zei dat ze, toen ze jonger was, aan Perkamentus het Bezweringen- en Transfiguratie-examen had afgenomen. Ze zag dat 'hij dingen deed met een toverstok die ze nog nooit eerder had gezien'. Dit duidt erop dat Perkamentus toen al ongelooflijk getalenteerd was en de mogelijkheden had om beter te zijn dan zijn leerkrachten op Zweinstein, wat Rowling ook bevestigd heeft. Perkamentus heeft nooit Waarzeggerij als vak gehad. Hij kan dus maximaal 11 Slijmballen en Puisten hebben gehaald.

### Na Zweinstein
In juni 1899 rondt hij zijn opleiding op Zweinstein af. Samen met zijn vriend Engelbert Dop wil hij door de tovenaarswereld reizen. Niet lang daarna vermoordt Ariana tijdens een van haar uitbarstingen per ongeluk haar moeder Kendra, en besluit Albus thuis te blijven om voor Ariana te zorgen. Kort daarop arriveert een neef van Mathilda Belladonna, ook woonachtig in Goderics Eind, in het dorp. Zijn naam is Gellert Grindelwald, ook een zeer getalenteerde tovenaar, maar van de tovenaarsschool Klammfels gestuurd na een bijna-dodelijke aanval op een medeleerling. Eindelijk heeft Albus, die ondanks zijn jonge leeftijd al vele prijzen heeft gewonnen, een gelijke. Samen maken ze plannen voor de dominantie van heksen en tovenaars over de hele wereld, inclusief Dreuzels, die ze als minderwaardig beschouwen. Volgens J.K. Rowling vond Albus dit waarschijnlijk ook omdat hij verliefd was op Grindelwald, en liefde volgens haar blind kan maken. Hij had het in die tijd mogelijk ook niet zo op Dreuzels, omdat zij destijds zijn zusje hadden aangevallen en zij daarna verborgen moest blijven. Naast deze plannen bespreken zij ook de Relieken van de Dood: de Zegevlier, Onzichtbaarheidsmantel en de Steen van Wederkeer. Perkamentus heeft hier zeer veel interesse in.
Als Desiderius Albus wijst op zijn taken om een deel van de zorg voor Ariana op zich te nemen ontstaat een ruzie tussen Grindelwald, Albus en Desiderius, waarbij Ariana omkomt wanneer ze probeert in te grijpen. De waarschijnlijke dader is Grindelwald, die kort na haar dood verdwijnt.

### Duel met Grindelwald
Perkamentus en Grindelwald zien elkaar niet meer voor hun legendarische duel in 1945, door vele tovenaars beschreven als het beste tovenaarsduel aller tijden. De tovenaarswereld smeekt Perkamentus om de opmars van een moordende Grindelwald tegen te houden, aangezien hij de enige persoon is die dit kan. Uiteindelijk besluit Perkamentus het tegen hem op te nemen.
Grindelwald, inmiddels zeer machtig en bovenal de bezitter van de Zegevlier, verliest ondanks zijn fantastische toverstok van Perkamentus, waarna Perkamentus bezitter wordt van deze staf. Grindelwald belandt hierna in zijn eigen gevangenis, Normengard, waarmee de oorlog afgelopen is.

### Werk op Zweinstein en ontdekkingen
Albus werkte in zijn jongere jaren, waarschijnlijk tussen het vertrek van Grindelwald uit Goderics Eind en het legendarische gevecht met diezelfde tovenaar, samen met Nicolaas Flamel, een alchemist (die overigens wel echt bestaan heeft onder de naam Nicolas Flamel), de ontdekker van het geheim van de steen der wijzen. Vanaf 1938 is hij hoogleraar Transfiguratie geweest. Hij vervulde deze functie tot 1955, toen hij schoolhoofd van Zweinstein werd. Het kantoor van Perkamentus bevond zich op de zevende verdieping van de school, en is alleen toegankelijk met een wachtwoord, dat bijna altijd een soort snoep is.
In de tussentijd heeft hij ook de twaalf verschillende toepassingen van drakenbloed ontdekt en gezocht naar de overige twee Relieken van de Dood. Een hiervan, de Onzichtbaarheidsmantel, heeft hij gevonden. De mantel was in bezit van James Potter, en Perkamentus had de mantel geleend om te onderzoeken. Hij gaf hem aan Harry met kerst 1991, nadat hij hem jaren in bewaring had gehouden toen James vermoord was door Heer Voldemort. Perkamentus komt erachter dat Voldemort zijn ziel in zeven stukken heeft gespleten, waarvan zes delen in een Gruzielement zaten. Hij is erachter gekomen wat alle Gruzielementen waren, en tevens de locaties van drie hiervan, en heeft er één weten te vernietigen. Ook ontdekt Perkamentus in 1996 of 1997 dat de Steen der Wederkeer, een van de Relieken van de Dood, een van de Gruzielementen van Heer Voldemort is. De steen zat in de ring van Asmodom Mergel (de grootvader van Heer Voldemort), welke Perkamentus in het huis van de Mergels heeft gevonden tijdens zijn zoektocht naar Voldemorts Gruzielementen. Hij heeft deze ring van Marten Vilijn (Voldemort's echte naam) vernietigd.
In de film Fantastic Beasts: The Crimes of Grindelwald wordt bekend dat Albus tevens leraar Verweer tegen de Zwarte Kunsten is geweest. Daarnaast blijken Albus en Gellert Grindelwald een bloedpact te hebben afgesloten waardoor ze elkaar niet kunnen bevechten. Grindelwald onthult in de film ook dat Albus nog een neef heeft: Aurelius, zoon van zijn broer Desiderius.

### Eerste Tovenaarsoorlog
In de jaren 70 van de 20e eeuw breekt de Eerste Tovenaarsoorlog uit. Heer Voldemort is in zijn zucht naar macht de aanzetter tot de oorlog. Groot-Brittannië wordt in angst gedompeld, en Perkamentus besluit in te grijpen. Hij richt de Orde van de Feniks op, vernoemd naar zijn huisdier. Leden van deze beweging zijn onder anderen Rubeus Hagrid, Dwaaloog Dolleman, Frank en Lies Lubbermans, Sirius Zwarts en Lily en James Potter.

### De profetie
Als Sybilla Zwamdrift in 1980 bij Perkamentus solliciteert naar de baan als lerares Waarzeggerij op Zweinstein is hij niet onder de indruk, totdat ze een soort toeval krijgt, en een profetie uit over Heer Voldemort en de jongen die hem kan verslaan. Halverwege de profetie stormt de barman binnen, die Severus Sneep betrapte toen hij Perkamentus en Zwamdrift aan de deur stond af te luisteren om informatie in te winnen voor Heer Voldemort. Sneep vlucht en vertelt het deel van de profetie dat hij wel gehoord heeft aan Heer Voldemort. Deze besluit dat de profetie op Harry Potter moet slaan. Perkamentus brengt Lily en James Potter samen met hun zoontje in veiligheid. Perkamentus spreekt de Fideliusbezwering uit over hun huis, met Peter Pippeling als de geheimhouder. Sirius Zwarts zou de geheimhouder worden nadat Perkamentus voor die klus was afgewezen door de Potters, maar trok zich op het laatste moment terug, zonder dat Perkamentus ervan afwist. Pippeling speelde de informatie over de verblijfplaats van de Potters door aan Heer Voldemort, die op zijn beurt naar het huis toe ging en Lily en James vermoordde, maar faalde bij Harry. Zijn Vloek des Doods kaatste terug en schakelde hem voor 13 jaar uit. Perkamentus bracht de toen ruim een jaar oude Harry naar zijn oom en tante, die Dreuzels waren.

### Tweede Tovenaarsoorlog
In juni 1995 keert de Heer van het Duister terug, met hulp van Peter Pippeling, die hem gevonden heeft. Na een gevecht met Voldemort keert Harry levend terug op Zweinstein, en hij vertelt Perkamentus dat Heer Voldemort terug is. Perkamentus gelooft hem, en komt daar in het openbaar voor uit. Ook richt hij direct de oude Orde van de Feniks weer op. Hij blijft ook Sneep vertrouwen als lid van de Orde, hij is overtuigd van Sneeps goede wil, maar weigert te zeggen waarom. Hij wordt uit meerdere functies ontzet (onder andere zijn functie als Hoofdbewindwijzer van de Wikenweegschaar, de tovenaarsrechtbank), en moet zelfs van Zweinstein vluchten als het Ministerie van Toverkunst hem wil arresteren. De hele tovenaarswereld wil namelijk niet geloven dat Heer Voldemort is teruggekeerd, en maakt Perkamentus uit voor oud en seniel. Het is onbekend waar hij heen vlucht, maar hij keert terug om Harry Potter en zijn vrienden te helpen op het Ministerie van Toverkunst, waar zij door Heer Voldemort heen zijn gelokt. Ze raken in gevecht met Voldemorts Dooddoeners, totdat Perkamentus komt en de Dooddoeners verslaat. Maar dan komt Heer Voldemort hoogstpersoonlijk op het Ministerie, waar hij een duel aangaat met Perkamentus. Perkamentus wint uiteindelijk, en de Minister van Toverkunst zelf heeft Heer Voldemort gezien. Perkamentus wordt in ere hersteld.
Na de zomervakantie gaat hij Harry privéles geven om hem te leren hoe hij Heer Voldemort kan verslaan. Tijdens de zomervakantie komt hij tot de ontdekking dat Heer Voldemort écht zijn ziel in stukken heeft gespleten, zogeheten Gruzielementen, wat hij al een paar jaar vermoedde. Ook begrijpt hij dat Heer Voldemort per ongeluk een deel van zijn ziel in Harry moet hebben verplaatst tijdens de nacht dat hij uitgeschakeld werd. Hij beseft dan ook dat Harry hoogstwaarschijnlijk zal moeten sterven, wil Heer Voldemort gedood kunnen worden. Maar daarnaast zullen eerst de andere zes Gruzielementen vernietigd moeten worden. Hij gaat op zoek naar het verleden van Heer Voldemort, beseft dat Harry in zijn tweede jaar zonder het te weten één Gruzielement vernietigd heeft (het dagboek van Marten Vilijn) en vindt een van de Gruzielementen (tevens een van de Relieken van de Dood): de Steen der Wederkeer. In plaats van deze te vernietigen wint zijn hang naar de Relieken het, en wil hij deze uitproberen: zijn zusje Ariana, zijn familie laten wederkeren uit de dood. In zijn vlaag van waanzin, zoals hij dit zelf beschreef, deed hij de ring om. Omdat dit ook een vervloekt Gruzielement van Heer Voldemort is, raakt Perkamentus ernstig vervloekt en heeft niet lang meer te leven. Zijn dood kan nog worden uitgesteld doordat Sneep de vloek deels weet op te sluiten in Perkamentus' hand (die daardoor zwart wordt). Het vernietigen van de Gruzielementen is het hoofdonderwerp tijdens de privélessen met Harry, aangezien Perkamentus weet dat hij deze missie niet meer zelf kan volbrengen. In juni 1997 gaan zij samen op pad om een Gruzielement te bemachtigen dat zich in een grot bevindt. Perkamentus moet een toverdrank drinken om ervoor te zorgen dat Harry het Gruzielement (een medaillon) kan pakken, maar raakt daardoor ernstig verzwakt. Het Gruzielement blijkt uiteindelijk nep te zijn.

### Zijn dood
In 1997 wordt Perkamentus in het boek Harry Potter en de Halfbloed Prins gedood door Severus Sneep, omdat Draco Malfidus het niet durfde. Sneep legt in de zomer van 1996 een Onbreekbare Eed af aan Narcissa Malfidus. Hierin belooft hij haar dat hij de opdracht die Voldemort aan haar zoon Draco heeft gegeven indien nodig zal volbrengen. Deze opdracht blijkt het doden van Albus Perkamentus te zijn. Daarom doodt Sneep de ernstig verzwakte Perkamentus met de Vloek des Doods in juni 1997, vlak nadat Harry samen met Perkamentus een Gruzielement van Heer Voldemort heeft gezocht.
Kort na de dood van Perkamentus komt Harry nog één keer in het kantoor en ziet dat er een portret van een slapende Albus Perkamentus is bij gekomen.
Harry Potter ontdekt eind 1998 dat Sneep van Perkamentus zelf de opdracht had gekregen om hem te doden. Dit omdat Perkamentus door de vervloeking die hij opliep toen hij het Gruzielement van Heer Voldemort probeerde onschadelijk te maken sowieso niet meer lang te leven zou hebben. Door onverslagen te sterven, aangezien iemand vragen je te doden door een toverstok niet als verslagen wordt gezien, zou de betovering van de Zegevlier gelijk verbroken worden met zijn dood. Dit plan is mislukt door een ontwapeningsspreuk van Draco Malfidus.
De dood van Albus Perkamentus is bevestigd door J.K. Rowling, ze deed dat op het evenement "An Evening with Harry, Carrie and Garp" te New York. Op dit evenement bevestigde Rowling dat Perkamentus echt dood is en niet meer zal terugkomen.

#### Begrafenis
Albus Perkamentus wordt begraven in een witte marmeren tombe op het terrein van Zweinstein. Hij wordt naar zijn plek gedragen door Rubeus Hagrid, en zijn begrafenis wordt bijgewoond door vele leerlingen, leraren, belangrijke personen van het Ministerie, familie, magische wezens van het terrein van Zweinstein zoals centauren en meermensen en vele andere gasten, onder wie Harry Potter en zijn vrienden.

## Curriculum vitae
| Beroep                        | Vanaf | Tot                                      |
| ----------------------------- | ----- | ---------------------------------------- |
| Leraar Gedaanteverwisselingen | 1938  | 1955                                     |
| Schoolhoofd van Zweinstein    | 1955  | 1997 (Twee keer afgezet in 1992 en 1996) |

## Persoonlijkheid
In de dagelijkse omgang is Perkamentus eigenzinnig en onvoorspelbaar, heeft een grillig gevoel voor humor en laat zich niet veel aan formaliteiten gelegen liggen, hoewel hij meestal beleefd en vriendelijk blijft. Hij is vrij van vooroordelen jegens niet-menselijke magische rassen die door menselijke tovenaars weleens onheus bejegend worden, zoals Huis-elfen en centauri. Veel collega-tovenaars beschouwen hem daarom als een zonderling, hoewel ze een groot respect hebben voor zijn magische vermogens, waar hij overigens zelf uiterst bescheiden over is. Een verklaring van zijn zonderlinge gedrag kan zijn dat Albus nooit een gelijke had, met uitzondering van, naar eigen zeggen, Grindelwald en Voldemort. Perkamentus gaf echter toe in het laatste deel van de reeks, Harry Potter en de Relieken van de Dood, dat hij dacht 'misschien zelfs iets bedrevener' te zijn dan Grindelwald, en had al eerder opgebiecht dat Voldemort waarschijnlijk de machtigste tovenaar ooit was, en dat hij 'zelfs met al zijn magische vermogens waarschijnlijk niet in staat was hem te verslaan'.

### Seksuele geaardheid
De seksuele geaardheid van Albus Perkamentus was lange tijd onderwerp van speculatie, maar op 20 oktober 2007 bracht schrijfster J.K. Rowling tijdens een lezing in New York naar buiten dat Perkamentus homoseksueel was. Rowling suggereerde ook dat Perkamentus' vriendschap met Grindelwald een eenzijdige verliefdheid was, die door J.K. Rowling de tragedie van zijn leven wordt genoemd. Perkamentus merkte door zijn verliefdheid de kwaadaardige kant van Grindelwald niet op, 'Verliefdheid kan ons tot op zekere hoogte verblinden', aldus de auteur. Perkamentus besefte dat zijn gevoelens voor Grindelwald hem in een staat brachten waarin hij geen juiste keuzes kon maken. Hij vertrouwde zichzelf niet meer met macht.
Deze onthulling leidde tot discussie onder fans en overwegend positieve reacties. Een homoseksueel personage met een dergelijke positieve sleutelrol werd begroet als een zeer positieve stap voor homo-emancipatie. Bovendien vormde dit gegeven zoals hierboven vermeld een zeer belangrijk element in de context van Perkamentus' houding jegens Grindelwald en zijn latere gedrag. Conservatieve christenen, die vaak al kritiek hadden op de serie wegens vermeende verheerlijking van occultisme, reageerden negatief.

## Kwaliteiten en bijzonderheden
- Perkamentus' Patronus is een Feniks. Perkamentus heeft uitgevonden hoe je met je Patronus berichten kan versturen naar anderen.
- Perkamentus spreekt onder andere Meermans en Koetervlaams (de taal van kobolden). Ook heeft hij Sisselspraak geleerd, en kan hij het dus verstaan.[5] Spreken deed hij het echter niet, dat zal voorbehouden zijn aan de mensen die rechtstreeks afstammen van Zalazar Zwadderich, zoals Marten Vilijn.
- Perkamentus' boeman is het lijk van zijn zus, Ariana.
- Perkamentus zag in de Spiegel van Neregeb zichzelf samen met zijn familie.
- Volgens auteur Rowling had Perkamentus goede leraren op Zweinstein, maar heeft hij zich de meeste dingen zelf geleerd, zonder een leraar. Hij wordt dus voorgesteld als een doorgedreven autodidact.
- Perkamentus is bedreven in Legilimentie en Occlumentie, zoals hij zelf zegt. In hoeverre hij daarin bedreven is is niet bekend, net als het niet bekend is of hij er beter of slechter in is dan Sneep of Voldemort.
- In Harry Potter en de Steen der Wijzen zegt hij dat hij 'geen Onzichtbaarheidsmantel nodig heeft om onzichtbaar te zijn'. In het zevende boek wordt duidelijk dat hij hiermee bedoelt dat hij zo'n sterke Kameoflagespreuk kan uitspreken dat hij volledig onzichtbaar is. Van zowel Grindelwald als Voldemort is bekend dat zij dit ook konden.
- Perkamentus is een van de weinige tovenaars die een Feniks heeft 'getemd'. Hij heeft zijn Feniks Felix genoemd.
- Perkamentus is de enige tovenaar voor wie Voldemort ooit bang is geweest.
- Hij heeft een litteken, vlak boven zijn linkerknie, dat een plattegrond van de Londense metro vormt.[6]

## Bezittingen
Na zijn dood heeft Perkamentus al zijn bezittingen, op een aantal uitzonderingen na, nagelaten aan Zweinstein.
- De 'uitsteker' is een van de bezittingen van Perkamentus. Een uitsteker ziet eruit als een gewone aansteker en wordt gebruikt om het licht uit lichtbronnen op te slokken en eventueel later weer terug te sturen (nagelaten aan Ron Wemel).
- De ring van de familie Mergel, afstammelingen van Zalazar Zwadderich. Deze ring was tevens een Gruzielement van Heer Voldemort en een van de Relieken van de Dood, namelijk de Steen van Wederkeer (nagelaten aan Harry Potter).
- Zwaard van Goderic Griffoendor (nagelaten aan Harry Potter).
- Een oude editie van De Vertelsels van Baker de Bard (nagelaten aan Hermelien Griffel).
- Een horloge met twaalf wijzers en kleine planeten in plaats van cijfers.
- De Spiegel van Neregeb.
- Een hersenpan.
- De toverstok van Perkamentus was de Zegevlier, een onoverwinnelijke toverstaf.
- Veel zilveren toverinstrumenten die zichzelf repareren en waar niet bekend van is waar ze voor dienen.

## Chocokikkerplaatje
Perkamentus is afgebeeld op een Chocokikkerplaatje. Dat zijn verzamelplaatjes in de tovenaarswereld. Ze zitten bij chocokikkers en zijn vooral populair bij jonge tovenaars en heksen. Achter op het plaatje staat tekst, en voor op het plaatje een foto van de desbetreffende tovenaar of heks. Op de achterkant stond onder andere dat Perkamentus de tovenaar Gellert Grindelwald heeft verslagen in 1945. Ook heeft hij de twaalf functies van drakenbloed uitgevonden, en hij staat mede op dat kaartje door zijn werk aan alchemie met Nicolaas Flamel.
Toen Perkamentus openlijk zei dat Voldemort was teruggekeerd, werd hij voor oud en seniel uitgemaakt, uit diverse functies gezet en men dreigde zijn Orde van Merlijn, Eerste Klasse af te pakken. Perkamentus zei dat ze hun gang maar gaan, zolang ze zijn foto op de Chocokikkerplaatjes maar lieten staan.